# مرتب‌سازی ادغامی

نمایش مرتب‌سازی ادغامی

مرتب‌سازی ادغام (به انگلیسی: Merge sort) یک الگوریتم مرتب‌سازی تطبیقی با زمان اجرای {\displaystyle n\log n} می‌باشد. در اکثر پیاده‌سازی‌ها این الگوریتم پایدار می‌باشد. بدین معنی که این الگوریتم ترتیب ورودی‌های مساوی را در خروجی مرتب شده حفظ می‌کند. این یک مثال از الگوریتم تقسیم و تسخیر می‌باشد. این الگوریتم در سال ۱۹۴۵ توسط جان فون نویمان اختراع شده‌است.
این روش تقریباً به صورت درختی عمل می‌کند و در واقع روش استفاده شده در آن روش تقسیم و حل است. الگوریتم آن در چند عمل زیر خلاصه می‌شود:
1. گرفتن آرایه و تقسیم آن به دو زیر آرایه مساوی (اگر طول آرایه عددی فرد باشد، طول یکی از زیر آرایه‌ها یک واحد بیشتر از دیگری می‌شود)
2. بازگشت به مرحلهٔ ۱ برای هر یک از زیر آرایه‌ها که طول آن بزرگ‌تر یا مساوی ۲ است
3. ادغام دو زیر آرایه

## الگوریتم
از نظر مفهومی یک الگوریتم مرتب‌سازی ادغام بدین صورت کار می‌کند:
1. اگر طول لیست ۰ یا ۱ باشد آن پیش از این مرتب شده‌است در غیر این صورت
2. لیست نامرتب را به دو زیرلیست که اندازهٔ آن‌ها در حدود نصف سایز لیست اولیه است، تقسیم می‌کند.
3. هر زیرلیست را به‌طور بازگشتی با صدا کردن merge sort مرتب می‌کند.
4. دو تا دوتا زیر لیست‌ها را از آخر ادغام می‌کند تا به یک لیست برسد.

مرتب‌سازی ادغام ۲ تا ایدهٔ اصلی را با هم ترکیب می‌کند تا زمان اجرایش تقویت شود.
1. یک لیست کوچک از گام‌های کم‌تری برای مرتب‌کردن نسبت به یک لیست بزرگ استفاده می‌کند.
2. یرای مرتب کردن دو لیست مرتب‌شده نسبت به دو لیست نامرتب گام‌های کمتری نیاز می‌باشد به عنوان مثال اگر این لیست‌ها مرتب باشند شما مجبور هستید تا هر لیست را فقط یکبار پیمایش کنید.

این الگوریتم بازگشتی‌ست

## مثال
مجموعه <A=<۵٬۲٬۴٬۶٬۱٬۳٬۲٬۶ را با استفاده از الگوریتم مرتب‌سازی ادغام مرتب کنید.
ابتدا این آرایه را نصف می‌کنیم پس دو آرایه به طول ۴ بدست می‌آید، که برابر است با (۵٬۲٬۴٬۶) و(۱٬۳٬۲٬۶) سپس این روال را تا جایی ادامه می‌دهیم که که طول آرایه‌هایمان برابر یک شود؛ که برابر است با: (۶)(۲)(۳)(۱)(6)(۴)(۲)(۵) حال به صورت زیر آن‌ها را با هم ادغام می‌کنیم تا به آرایه اصلی مان برسیم.

## تحلیل
در مرتب کردن n تا عنصر مرتب‌سازی ادغام در حالت میانگین و بدترین حالت دارای زمان اجرای {\displaystyle nlgn} می‌باشد. اگر زمان اجرای مرتب‌سازی ادغام برای یک لیست به طول{\displaystyle T(n),n} باشد بنابراین رابطهٔ بازگشتی {\displaystyle T(n)=2T(n/2)+n}از تعریف الگوریتم پیروی می‌کند. در این الگوریتم هر دفعه لیست را به دو زیرلیست تقسیم می‌کنیم و در هر مرحله n تا گام برای ادغام کردن لازم می‌باشد.
این شکل از رابطه، از قضیه اصلی واکاوی الگوریتم‌ها پیروی می‌کند. در بدترین حالت این الگوریتم تقریباً (n ⌈lg n⌉ - ۲⌈lg n⌉ + ۱) مقایسه دارد که بین ((nlgn+n+O(n) و (nlgn-n+۱) می‌باشد. برای n بزرگ و یک لیست که به صورت تصادفی مرتب شده‌است یعنی ممکن است به هر ترتیبی باشد تعداد مقایسه مورد انتظار mergsort بهαn کمتر از بدترین حالت می‌رسد که α از رابطهٔ روبرو بدست می‌آید:
{\displaystyle \alpha =-1+\sum _{k=0}^{\infty }{\frac {1}{2^{k}+1}}\approx 0.2645.}
در بدترین حالت تعداد مقایسه‌های مرتب‌سازی ادغام حدود ۰/۳۹ کمتر از مرتب‌سازی سریع در حالت متوسط می‌باشد. مرتب‌سازی ادغام همیشه تعداد مقایسه‌های کمتری را نسبت به مرتب‌ساز سریع احتیاج دارد، به جز در حالتی که تمام عناصر ورودی برابر باشند جایی که بدترین حالت مرتب‌سازی ادغام همراه با بهترین حالت مرتب‌سازی سریع پیدا می‌شود. پیچیدگی مرتب‌سازی ادغام در بدترین حالت از (O(nlgn می‌باشد که با بهترین حالت مرتب‌سازی سریع برابر می‌باشد اما در بهترین حالت تعداد مقایسه‌ها نصف تعداد مقایسه‌ها در بدترین حالت می‌باشد.
در پیاده‌سازی بازگشتی مرتب‌سازی ادغام در بدترین حالت ۲n-۱ بار تابع مرتب‌سازی ادغام صدا زده می‌شود در حالی که در مرتب‌سازی سریع تابع مورد نیاز n بار صدا زده می‌شود. پیاده‌سازی غیر بازگشتی مرتب‌سازی ادغام از هزینهٔ سربار فراخوان تابع جلوگیری می‌کند که این کار سخت نمی‌باشد پیاده‌سازی رایج مرتب‌سازی ادغام به صورت درجا می‌باشد بنابراین سایز حافظه ورودی باید برای خروجی مرتب شده تخصیص داده شود.
مرتب‌سازی درجا ممکن می‌باشد اما بسیار پیچیده‌است و در عمل از کارایی کمتری برخوردار می‌باشد حتی اگر در زمان nlgn اجرا شود. در این مواقع الگوریتم‌هایی شبیه مرتب‌سازی هرمی با سرعت قابل مقایسه پیشنهاد می‌شود که ازپیچیدگی کمتری برخوردار می‌باشد. برخلاف ادغام استاندارد ادغام درجا پایدار نیست.

## ویژگی‌های مرتب‌سازی ادغامی
۱- پیچیدگی زمانی اجرای الگوریتم در تمامی حالات (Ө(n log n است. چرا که این الگوریتم تحت هر شرایطی آرایه را به دو قسمت کرده و مرتب‌سازی را انجام می‌دهد.
۲- پیچیدگی حافظه مصرفی بستگی به روش پیاده‌سازی مرحله ادغام دارد، که تا (O(n افزایش می‌یابد. پیاده‌سازی درجای این الگوریتم حافظه مصرفی مرتبه (Ө(۱ دارد. اما اجرای آن در بدترین حالت زمانبر است. 
۳- الگوریتم مرتب‌سازی ادغامی با پیاده‌سازی فوق یک روش پایدار است. چنین الگوریتمی ترتیب عناصر با مقدار یکسان را پس از مرتب‌سازی حفظ می‌کند.

## مقایسه با سایر الگوریتم‌ها
اگر چه مرتب‌سازی هرمی زمان اجرای مرتب‌سازی ادغام را دارد و فضای معین (Θ(۱ را در مقابل مرتب‌سازی ادغام که به فضای (Θ(nرا نیاز دارد دارا می‌باشد و آن در اغلب پیاده‌سازی‌های خاص سریع تر است و هم چنین اگر چه مرتب‌سازی سریع از نظر خیلی‌ها سریع‌ترین الگوریتم همه منظوره در نظر گرفته می‌شود اما در نگاه کلی مرتب‌سازی ادغام پایدار است و بهتر به صورت موازی جفت می‌کندو هم چنین در اداره کردن دستیابی به میانه‌های پشت سرهم کاراتر است.mergsort اغلب بهترین انتخاب برای مرتب کردن یک لیست پیوندی (Linked-List) می‌باشد در این موقعیت آسان است که مرتب‌سازی ادغام را به گونه‌ای پیاده‌سازی کنیم که آن فقط به فضای اضافه‌ای به اندازهٔ (Θ(۱ نیاز داشته باشد. کارایی دستیابی تصادفی یک لیست پیوندی باعث می‌شود تا بعضی از الگوریتم‌ها مانند مرتب‌سازی سریع ضعیف عمل کنند یا بعضی‌ها مانند مرتب‌سازی هرمی غیرممکن شود.
در یک شبه کد ساده الگوریتم به شکل زیر می‌باشد:
```
function
 
merge_sort
(
m
)

{

    
var
 
list
 
left
,
 
right
,
 
result

    
if
 
length
(
m
)
 
<=
 
1

        
return
 
m

    
// This calculation is for 1-based arrays. For 0-based, use length(m)/2

    
var
 
middle
 
=
 
length
(
m
)
 
/
 
2

    
for
 
each
 
x
 
in
 
m
 
up
 
to
 
middle

         
add
 
x
 
to
 
left

    
for
 
each
 
x
 
in
 
m
 
after
 
middle

         
add
 
x
 
to
 
right

    
left
 
=
 
merge_sort
(
left
)

    
right
 
=
 
merge_sort
(
right
)

    
result
 
=
 
merge
(
left
,
 
right
)

    
return
 
result

}

function
 
merge
(
left
,
 
right
)
 
{

    
var
 
list
 
result

    
while
 
length
(
left
)
>
 
0
 
and
 
length
(
right
)
>
 
0

        
if
 
first
(
left
)
 
<=
 
first
(
right
)

            
append
 
first
(
left
)
 
to
 
result

            
left
 
=
 
rest
(
left
)

        
else

            
append
 
first
(
right
)
 
to
 
result

            
right
 
=
 
rest
(
right
)

    
end
 
while

    
while
 
length
(
left
)
>
 
0
 

        
append
 
left
 
to
 
result

    
while
 
length
(
right
)
>
 
0

        
append
 
right
 
to
 
result

    
return
 
result
}

```

## زمان اجرا
اگر بخواهیم زمان اجرا را به صورت درختی محاسبه کنیم در زیر خواهیم داشت:
T(n) = T( n/2 ) + T( n/2 ) + θ(n
که برای سادگی:
T(n) = 2T (n/2) + θ(n
]

## نحوهٔ پیاده سازی الگوریتم
```
 

void
 
mergeSort
(
int
 
numbers
[],
 
int
 
temp
[],
 
int
 
array_size
)

{

  
m_sort
(
numbers
,
 
temp
,
 
0
,
 
array_size
 
-
 
1
);

}

void
 
m_sort
(
int
 
numbers
[],
 
int
 
temp
[],
 
int
 
left
,
 
int
 
right
)

{

  
int
 
mid
;

  
if
 
(
right
>
 
left
)

  
{

    
mid
 
=
 
(
right
 
+
 
left
)
 
/
 
2
;

    
m_sort
(
numbers
,
 
temp
,
 
left
,
 
mid
);

    
m_sort
(
numbers
,
 
temp
,
 
mid
+
1
,
 
right
);

    
merge
(
numbers
,
 
temp
,
 
left
,
 
mid
+
1
,
 
right
);

  
}

}

void
 
merge
(
int
 
numbers
[],
 
int
 
temp
[],
 
int
 
left
,
 
int
 
mid
,
 
int
 
right
)

{

  
int
 
i
,
 
left_end
,
 
num_elements
,
 
tmp_pos
;

  
left_end
 
=
 
mid
 
-
 
1
;

  
tmp_pos
 
=
 
left
;

  
num_elements
 
=
 
right
 
-
 
left
 
+
 
1
;

  
while
 
((
left
 
<=
 
left_end
)
 
&&
 
(
mid
 
<=
 
right
))

  
{

    
if
 
(
numbers
[
left
]
 
<=
 
numbers
[
mid
])

    
{

      
temp
[
tmp_pos
]
 
=
 
numbers
[
left
];

      
tmp_pos
 
=
 
tmp_pos
 
+
 
1
;

      
left
 
=
 
left
 
+
1
;

    
}

    
else

    
{

      
temp
[
tmp_pos
]
 
=
 
numbers
[
mid
];

      
tmp_pos
 
=
 
tmp_pos
 
+
 
1
;

      
mid
 
=
 
mid
 
+
 
1
;

    
}

  
}

  
while
 
(
left
 
<=
 
left_end
)

  
{

    
temp
[
tmp_pos
]
 
=
 
numbers
[
left
];

    
left
 
=
 
left
 
+
 
1
;

    
tmp_pos
 
=
 
tmp_pos
 
+
 
1
;

  
}

  
while
 
(
mid
 
<=
 
right
)

  
{

    
temp
[
tmp_pos
]
 
=
 
numbers
[
mid
];

    
mid
 
=
 
mid
 
+
 
1
;

    
tmp_pos
 
=
 
tmp_pos
 
+
 
1
;

  
}

  
for
 
(
i
=
0
;
 
i
 
<
num_elements
;
 
i
++
)

  
{

    
numbers
[
right
]
 
=
 
temp
[
right
];

    
right
 
=
 
right
 
-
 
1
;

  
}

}

```

## و مثالی از شبه کدی دیگر به زبان C
```
#include
<;stdio.h>

#define SIZE 100

void
 
mergesort
(
int
,
 
int
 
a
[]);

int
 
main
()

{

    
int
 
a
[
SIZE
];

    
int
 
i
,
 
n
;

    
printf
(
"No of elements to be sorted:
\n
"
);

    
scanf
(
"%d"
,
&
n
);

    
printf
(
"Enter the elements:
\n
"
);

    
for
(
i
=
0
;
i
<
n
;
i
++
)

    
scanf
(
"%d"
,
&
;
a
[
i
]);

    
printf
(
"Unsorted list:
\n
"
);

    
for
(
i
=
0
;
i
<
n
;
i
++
)

    
printf
(
"%d"
,
a
[
i
]);

    
printf
(
"
\n
"
);

    
mergesort
(
n
,
 
&
;
a
);

    
printf
(
"Sorted list:
\n
"
);

    
for
(
i
=
0
;
i
<
n
;
i
++
)

    
printf
(
"%d "
,
a
[
i
]);

    
printf
(
"
\n
"
);

    
return
 
0
;

}

void
 
mergesort
(
int
 
n
,
 
int
 
a
[])

{

    
int
 
n1
,
 
n2
,
 
i
,
 
j
,
 
k
;

    
int
 
a1
[
n
];

    
int
 
*
a2
,
 
*
a3
;

    
for
 
(
i
=
0
;
i
<
n
;
i
++
)

    
a1
[
i
]
 
=
 
a
[
i
];

    
if
 
(
n
%
2
 
==
 
0
)

    
n1
 
=
 
n
/
2
;

    
else

    
n1
 
=
 
n
/
2
 
+
 
1
;

    
n2
 
=
 
n
 
-
 
n1
;

    
if
 
(
n
>
;
 
2
)

    
{

    
mergesort
(
n1
,
 
&
;
a1
);

    
mergesort
(
n2
,
 
&
;
a1
[
n1
]);

    
}

    
j
 
=
 
k
 
=
 
0
;

    
a2
 
=
 
&
a1
;

    
a3
 
=
 
&
;
a1
[
n1
];

    
for
 
(
i
=
0
;
i
<
n
;
i
++
)

    
{

    
if
 
(
k
 
==
 
n2
)

    
{

        
a
[
i
]
 
=
 
*
(
a2
+
j
);

        
j
++
;

    
}

    
else
 
if
 
(
j
 
==
 
n1
)

    
{

        
a
[
i
]
 
=
 
*
(
a3
+
k
);

        
k
++
;

    
}

    
else
 
if
(
*
(
a2
+
j
)
 
<
;
=
 
*
(
a3
+
k
))

    
{

        
a
[
i
]
 
=
 
*
(
a2
+
j
);

        
j
++
;

    
}

    
else

    
{

        
a
[
i
]
 
=
 
*
(
a3
+
k
);

        
k
++
;

    
}

    
}

}

```

## شبه کد مرتب سازی ادغام به زبان پاسکال
```
Procedure
 
Merg
(
idxLow
,
 
idxMid
,
 
idxHigh
:
 
Integer
)
;

Var

  
i
,
 
j
,
 
h
,
 
k
:
 
Integer
;

Begin

  
h
 
:=
 
idxLow
;

  
i
 
:=
 
idxLow
;

  
j
 
:=
 
idxMid
 
+
 
1
;

  
While
 
((
h
 
<=
 
idxMid
)
 
And
 
(
j
 
<=
 
idxHigh
))
 
Do

    
Begin

      
If
 
(
A
[
h
]
 
<
A
[
j
])
 
Then

        
Begin

          
B
[
i
]
 
:=
 
A
[
h
]
;

          
h
 
:=
 
h
 
+
 
1
;

        
End

      
Else

        
Begin

          
B
[
i
]
 
:=
 
A
[
j
]
;

          
j
 
:=
 
j
 
+
 
1
;

        
End
;

      
i
 
:=
 
i
 
+
 
1
;

    
End
;

  
If
 
(
h
>
 
idxMid
)
 
Then

    
Begin

      
For
 
k
 
:=
 
j
 
To
 
idxHigh
 
Do

        
Begin

          
B
[
i
]
 
:=
 
A
[
k
]
;

          
i
 
:=
 
i
 
+
 
1
;

        
End
;

    
End

  
Else

    
Begin

      
For
 
k
 
:=
 
h
 
To
 
idxMid
 
Do

        
Begin

          
B
[
i
]
 
:=
 
A
[
k
]
;

          
i
 
:=
 
i
 
+
 
1
;

        
End
;

    
End
;

  
For
 
k
 
:=
 
idxLow
 
To
 
idxHigh
 
Do

    
A
[
k
]
 
:=
 
B
[
k
]
;

End
;

Procedure
 
MSort
(
Low_IDX
,
 
High_IDX
:
 
Integer
)
;

Var

  
Mid_IDX
:
 
Integer
;

Begin

  
If
 
(
Low_IDX
 
<
High_IDX
)
 
Then

    
Begin

      
Mid_IDX
 
:=
 
(
Low_IDX
 
+
 
High_IDX
)
 
Div
 
2
;

      
MSort
(
Low_IDX
,
 
Mid_IDX
)
;

      
MSort
(
Mid_IDX
 
+
 
1
,
 
High_IDX
)
;

      
Merg
(
Low_IDX
,
 
Mid_IDX
,
 
High_IDX
)
;

    
End
;

End
;

```